# Dominància genètica
La dominància genètica descriu la relació entre diferents parts (al·lels) d'un gen en una localització física particular (locus) d'un cromosoma. Els animals i plantes solen tenir dos grups de cromosomes, cadascun d'ells heretat d'un progenitor, el que es descriu com diploides. Per tant, tenen dos al·lels en cada  locus . Si els dos al·lels d'un mateix  locus  són idèntics, es diu que aquest individu és homozigòtic, si en canvi els dos al·lels són diferents, l'individu és heterozigòtic. L'organització genètica d'un organisme, tant pel que fa a un locus com sobre tots els seus gens col·lectivament es diu genotip. El genotip d'un organisme l'afecta, directament o indirectament, en la manifestació de trets a escala molecular, físics i de comportament, en el que individualment o es diu fenotip. En els  locus  de gens heterozigòtics (diferents), els dos al·lels interaccionen entre si per a produir un fenotip. Aquesta interacció pot sovint descriure's com dominant o recessiva.
El concepte de dominància i recessivitat és, en general, relatiu. Pot passar que hi hagi més de dues variants o al·lels d'un gen diferent. En aquest cas, un al·lel podria ser recessiu respecte a un segon al·lel, per a això necessitaria estar en estat d'homozigosi per a expressar-se, però dominant pel que fa a un tercer al·lel.
En general s'entén per dominant
- Un fenotip que s'expressa de la mateixa manera tant en l'homozigot com a l'heterozigot.
- Qualsevol fenotip que s'expressi en heterozigots es classifica com a dominant.
- En gairebé totes les malalties dominants el fenotip és més greu en l'homozigot.

## Dominància
En genètica el terme al·lel dominant es refereix al membre d'un parell al·lèlic que es manifesta en un fenotip, tant si es troba en dosi doble, havent rebut una còpia de cada pare (combinació homozigòtica) com en dosi simple, en la qual un sol dels pares va aportar l'al·lel dominant en el seu gàmeta (heterozigosi). Els gens dominants són els que més predominen, com els ulls de color cafè en comptes dels verds o blaus.
Un fenotip dominant és aquell que està determinat per un al·lel dominant i, per tant, s'expressa sempre que està present. És a dir, si per exemple contemplem el color d'una flor i resulta que l'al·lel que li dona el color vermell és dominant, encara que la flor tingui un altre al·lel que determini altres colors, la flor serà vermella.

## Mecanisme freqüent de la dominància i de la recessivitat
- Guany de funció o funció nova en l'al·lel mutat.
- Estructura nova que interfereix.
- Herència d'un al·lel amb pèrdua de funció i aparició de mutació nova

## Criteris per reconèixer l'herència autosòmica dominant

Herència autosòmica dominant

- El fenotip apareix en cada generació (excepte mutacions ex novo o penetrància incompleta).
- Qualsevol fill d'un progenitor afecte té un 50% de risc d'heretar la malaltia.
- Les persones no afectes d'una família afecta no transmeten la malaltia (excepte en casos de penetrància incompleta).
- Ambdós sexes tenen la mateixa probabilitat de transmetre la malaltia.

## Codominància
Es dona codominància quan, en l'herència, cap dels dos al·lels d'un gen domina sobre l'altre, manifestant-se ambdós al mateix temps en els heterozigots.
En l'herència dels grups sanguinis (A, B, 0) es dona codominància.
Hi ha tres al·lels diferents: IA, IB i ii, dels quals cada persona en té dos en el cromosoma 9. Els IA, IB són codominants entre ells i dominants respecte a l'al·lel i.

## Recessivitat

Herència autosòmica recessiva

D'altra banda, el terme al·lel recessiu s'aplica al membre d'un parell al·lèlic impossibilitat de manifestar-se quan l'al·lel dominant és present. Perquè aquest al·lel s'observi en el fenotip l'organisme ha de tenir dues còpies d'aquest, provinents un de cada progenitor.
Un fenotip recessiu és tot el contrari a un dominant. Els al·lels que determinen el fenotip recessiu necessiten estar sols per poder expressar-se. Si estudiem la mateixa flor i el color blanc és un fenotip recessiu de la flor, per trobar una flor blanca aquesta haurà de tenir únicament els al·lels que determinen el seu color blanc.

## Dominància incompleta
La dominància incompleta és la interacció genètica en la qual els homozigots són fenotípicament diferents dels heterozigots. Els encreuaments que tenen una dominància incompleta són aquells en els quals no existeix tret dominant, ni recessiu.
Suposant que la forma dels ulls estigués determinada per un gen que el seu homozigot dominant dona forma gran i rodona i l'homozigot recessiu dona una forma semiallargada, i l'heterozigot resulti amb forma aplatada i més allargada que la de qualsevol progenitor homozigot per a aquesta característica, es pot tenir l'exemple en els progenitors IJ i KL i mostrar-se en l'heterozigot IJKL.

## Nomenclatura
Per norma general els caràcters dominants s'indiquen amb una lletra majúscula (A) i els recessius amb una lletra minúscula (a). Per il·lustrar que un gen domina sobre un altre (un dominant sobre un recessiu) s'indica A > a, en què A és qualsevol gen dominant i a és qualsevol gen recessiu.